# فرودگاه یولیتی
فرودگاه فرودگاه یولیتی با کد انجمن بین‌المللی حمل‌ونقل هوایی (یاتا) PNI و کد موقعیت‌یاب اداره هوانوردی فدرال TT02 یک فرودگاه در آبخوست فالالوپ، آب‌سنگ حلقوی یولیتی در ایالت یاپ، ایالات فدرال میکرونزی است.

## تاریخچه
در هنگام جنگ جهانی دوم، نیروی هوای امپراتوری ژاپن، یک میدان هوایی در فالالوپ ساخت. در هنگام گسترش این میدان هوایی، باند فرودگاه آن به اندازه درازای آبخوست کشیده شد. برای فرود هواپیماهای کوچک‌تر، شماری باند فرود کوتاه در دیگر آبخوست‌های کوچک نیز ساخته شدند.

## شرکت‌های هواپیمایی و مقصدها
| شرکت‌های هواپیمایی    | مقصدهای پروازی                                           |
| -------------------- | -------------------------------------------------------- |
| کارولین آیلندز ایر   | چارتر هوایی: فرودگاه بین‌المللی چوک، فرودگاه بین‌المللی یپ |
| پاسیفیک میشِن اَوییِیشِن | میدان هوایی فیس، فرودگاه بین‌المللی یپ                    |